# Велизаде, Джамал
Джамал Велизаде (фр. Jamal Valizadeh; 1991, Иран) — иранский и французский борец греко-римского стиля, имеющий статус политического беженца во Франции.

## Биография
Он родился в Ирана, в стране, из которой он был вынужден бежать, поскольку его жизнь была в опасности, так как он подвергался преследованиям по политическим мотивам со стороны режима аятоллы, в 2014 году ему удалось въехать в Турцию, и ему пришлось отказаться от спортивной карьеры: чтобы выжить ему приходилось работать по 16 часов в день.
В 2016 году он покинул Турцию, проехав через Грецию и преодолев часть пути на небольшой лодке, а часть вплавь. Позже он прибыл во Францию, которая предоставила ему статус беженца.
Он обосновался в Меце, где возобновил борцовскую карьеру и начал тренироваться со сборной Франции.
Благодаря помощи Французской федерации борьбы он смог реализовать программу Международного олимпийского комитета (МОК) для спортсменов-беженцев, которая гарантировала ему финансовую поддержку спортивных тренировок до 2024 года. Он является членом команды беженцев, участвовавшей в Летних Олимпийских играх 2024 года в Париже. В июле 2023 года Олимпийский комитет Франции назначил ему стипендию в размере 1500 евро в месяц до Олимпийских игр.
Он принимает участие в международных соревнованиях как независимый спортсмен или под флагом спортсменов-беженцев-олимпийцев. Путешествуя без действующего паспорта, выданного страной происхождения, он может получить доступ только к турнирам, организованным в Европейском Союзе или в государствах, которые разрешают ему въезд по спортивным причинам.
В апреле 2023 года он принял участие в чемпионата Европы в Загребе в весовой категории до 60 кг, выступая под аббревиатурой UWW, и выбыл в 1/8 финала, уступив венгру Эрику Торбе. На том же континентальном мероприятии участвовал ещё один иранский беженец: Иман Махдави, выступающий в вольной борьбе в весовой категории до 79 кг.
В сентябре 2023 года под аббревиатурой UWW он выступал на чемпионате мира в Белграде, где потерпел поражение из-за технического превосходства от нейтрального атлета из Белоруссии Глебом Макаранко в 1/16 финала и выбыл из соревнований.

## Достижения
- Чемпионат Европы по борьбе 2023 — 20;
- Чемпионат мира по борьбе 2023 — 39;